# Liga Norte de México 2019
La Temporada 2019 de la Liga Norte de México fue la edición número 8. Para esta temporada se redujo a 5 el número de equipos, debido a que en primera, hubo un cambio de sede, los Delfines de La Paz entraron en sustitución de los Indios de Tecate, por lo que hace su debut en el circuito y  se anexa Baja California Sur como el tercer estado participante de la misma.
Por otra parte, debido a problemas financieros y ausencia de la afición en las últimas temporadas, los Tiburones de Puerto Peñasco se retiran el 2 de marzo de 2019, tan solo a semanas del inicio de temporada, pero al mismo tiempo anuncian que regresarán para la temporada 2020 para tener cubiertas sus finanzas y poder estar al tope de competencia que exige la liga junto con Centinelas de Mexicali.
La fecha de inicio de la campaña fue el jueves 11 de abril de 2019 en un juego entre los Marineros de Ensenada y los Rojos de Caborca. el resto de los equipos iniciaron el 12 y 13 de abril.
Los Algodoneros de San Luis lograron su tercer campeonato, al derrotar en la Serie Final a los Rojos de Caborca por 4 juegos a 1. El mánager campeón fue Héctor García.

## Sistema de competencia
El rol regular se divide en dos mitades, para totalizar 60 partidos para cada uno de los 5 equipos. Al finalizar cada mitad, se asigna a cada equipo una puntuación conforme a la posición que ocuparon en el standing, bajo el siguiente esquema:
1.er lugar 8 PUNTOS.
2.º LUGAR 7 PUNTOS.
3.er LUGAR 6 PUNTOS.
4.º LUGAR 5.5 puntos.
5.º lugar 5 puntos.
Los criterios de desempate para la repartición de puntos en cada vuelta serán los siguientes:
a) dominio entre sí, de la vuelta que se quiere desempatar.
b) Mayor “Run Average”, durante la mitad que se quiera dilucidar (el “Run Average” se determina dividiendo el total de carreras anotadas multiplicadas por 100 entre las carreras en contra).
c) De persistir el empate, se dividirán los puntos entre los equipos involucrados. Es decir, se suman los lugares que se están empatando y se dividen entre el número de equipos empatados (promedio), el resultado serán los puntos que le correspondan a cada equipo.
Al concluir la segunda vuelta, se realiza un «Standing General de Puntos» y califican directamente a la postemporada los 3 equipos que hayan sumados más puntos considerando las dos mitades. Simultáneamente se estructura el «Standing General de Juegos Ganados y Perdidos». Si entre los dos equipos que no clasifican directamente con el criterio anterior, existiere en el standing general de puntos, una diferencia igual o menor a 3 juegos, se jugara un
juego de eliminación entre ellos, en la plaza del equipo que tuviera mayor porcentaje de ganados y perdidos, en caso de que existiera un empate entre ambos porcentajes, se decidirá la sede de este juego por medio de un sorteo.
En los casos de empate en puntos, se aplican los siguientes criterios para desempate:
a) Mejor porcentaje de Ganados y Perdidos
b) Dominio entre sí durante las dos vueltas, entre los equipos que hayan empatados en puntos.
c) Mayor “Run Average”, de ambas vueltas (el “Run Average” se determina dividiendo el total de carreras anotadas multiplicadas por 100 entre las carreras en contra).
d) Un juego extra.
e) Sorteo
Definidos los 4 equipos calificados para los playoffs, se integra un standing general en base a los puntos obtenidos, de tal forma que las series se arman enfrentando al equipo 1 contra el 4, el 2 vs el 3. Los equipos 1, 2 abrirán como locales. 
Las series de semifinal serán a ganar 4 de 7 juegos posibles, bajo el esquema 2-3-2, es decir, dos juegos en la primera plaza, tres en la segunda y si es necesario, dos partidos más en la primera plaza. 
La serie final será protagonizada por los equipos ganadores de las dos series semifinales, abriendo como local el equipo mejor posicionado en la tabla general de puntos los primeros 2 juegos, luego 3 en la otra plaza y si es necesario regresar a la primera plaza con otros 2 juegos. Será a ganar 4 juegos de 7 posibles.

## Equipos participantes
Temporada 2019
| Liga Norte de México 2019 |                    |                               |                             |           |
| Equipo                    | Mánager            | Sede                          | Estadio                     | Capacidad |
| Algodoneros de San Luis   | Héctor García      | San Luis Río Colorado, Sonora | "Andrés Mena Montijo"       | 2,500     |
| Delfines de La Paz        | Leo Rodríguez      | La Paz, Baja California Sur   | Arturo C. Nahl              | 4,200     |
| Freseros de San Quintín   | Benito Camacho     | San Quintín, Baja California  | "Dr. Miguel Valdez Salazar" | 2,200     |
| Marineros de Ensenada     | Gerónimo Gil       | Ensenada, Baja California     | Deportivo Antonio Palacios  | 5,000     |
| Rojos de Caborca          | Gilberto Sotomayor | Caborca, Sonora               | Héroes de Caborca           | 5,000     |

## Posiciones
- Actualizadas las posiciones al 11 de julio de 2019. [5]

### Primera Vuelta
| Liga Norte de México | Liga Norte de México | Liga Norte de México | Liga Norte de México | Liga Norte de México | Liga Norte de México |
| Equipo               | JG                   | JP                   | PCT                  | JV                   | PTS                  |
| -------------------- | -------------------- | -------------------- | -------------------- | -------------------- | -------------------- |
| Ensenada             | 18                   | 12                   | .600                 | -                    | 8                    |
| San Luis             | 17                   | 13                   | .567                 | 1.0                  | 7                    |
| La Paz               | 15                   | 15                   | .500                 | 3.0                  | 6                    |
| Caborca              | 13                   | 17                   | .433                 | 5.0                  | 5.5                  |
| San Quintín          | 12                   | 18                   | .400                 | 6.0                  | 5                    |

### Segunda Vuelta
| Liga Norte de México | Liga Norte de México | Liga Norte de México | Liga Norte de México | Liga Norte de México | Liga Norte de México |
| Equipo               | JG                   | JP                   | PCT                  | JV                   | PTS                  |
| -------------------- | -------------------- | -------------------- | -------------------- | -------------------- | -------------------- |
| Caborca              | 20                   | 10                   | .667                 | -                    | 8                    |
| San Luis             | 16                   | 14                   | .533                 | 4.0                  | 7                    |
| San Quintín          | 15                   | 15                   | .500                 | 5.0                  | 6                    |
| Ensenada             | 12                   | 18                   | .400                 | 8.0                  | 5.5                  |
| La Paz               | 12                   | 18                   | .400                 | 83.0                 | 5                    |

### Puntos
| Liga Norte de México | Liga Norte de México | Liga Norte de México | Liga Norte de México | Liga Norte de México |
| Equipo               | JG                   | JP                   | PCT                  | PTS                  |
| -------------------- | -------------------- | -------------------- | -------------------- | -------------------- |
| San Luis             | 33                   | 27                   | .550                 | 14                   |
| Caborca              | 33                   | 27                   | .550                 | 13.5                 |
| Ensenada             | 30                   | 30                   | .500                 | 13.5                 |
| La Paz               | 27                   | 33                   | .450                 | 11                   |
| San Quintín          | 27                   | 33                   | .450                 | 11                   |

| Clasificado a los playoffs |

| Clasificado a Juego de desempate |

## Juego de Estrellas
El Juego de Estrellas 2019 se  realizó el sábado 1 de junio en el Estadio Arturo C. Nahl de La Paz, Baja California Sur, casa de los Delfines de La Paz. En dicho encuentro la Liga Norte de México se impuso a la Fiesta Winter League por 19-5. Rogelio Noris de los Freseros de San Quintín fue elegido el Jugador Más Valioso del partido, mientras que Garavez Rosa de los Delfines de La Paz fue el ganador del Home Run Derby.

## Playoffs
|  | Juego de Desempate | Juego de Desempate | Juego de Desempate |          |   | Semifinales      | Semifinales      | Semifinales      |   |  | Final                     | Final                     | Final                     |  |
|  | 12 de julio        | 12 de julio        | 12 de julio        |          |   | 13 - 21 de julio | 13 - 21 de julio | 13 - 21 de julio |   |  | 23 de julio - 28 de julio | 23 de julio - 28 de julio | 23 de julio - 28 de julio |  |
|  |                    |                    |                    |          |   |                  |                  |                  |   |  |                           |                           |                           |  |
|  |                    |                    |                    |          |   |                  |                  |                  |   |  |                           |                           |                           |  |
|  |                    |                    |                    |          |   |                  |                  |                  |   |  |                           |                           |                           |  |
|  |                    |                    |                    |          |   |                  |                  |                  |   |  |                           |                           |                           |  |
|  |                    |                    |                    |          |   |                  |                  |                  |   |  |                           |                           |                           |  |
|  |                    | 3                  | Ensenada           | 3        |   |                  |                  |                  |   |  |                           |                           |                           |  |
|  |                    |                    |                    | 3        |   |                  |                  |                  |   |  |                           |                           |                           |  |
|  |                    |                    | 2                  | Caborca  | 4 |                  |                  |                  |   |  |                           |                           |                           |  |
|  |                    |                    | 2                  | Caborca  | 4 |                  |                  |                  |   |  |                           |                           |                           |  |
|  |                    |                    |                    |          |   |                  |                  |                  |   |  |                           |                           |                           |  |
|  |                    |                    |                    |          |   |                  |                  |                  |   |  |                           |                           |                           |  |
|  |                    |                    |                    |          |   |                  | 2                | Caborca          | 1 |  |                           |                           |                           |  |
|  |                    |                    |                    |          |   |                  |                  |                  | 1 |  |                           |                           |                           |  |
|  |                    |                    | 1                  | San Luis | 4 |                  |                  |                  |   |  |                           |                           |                           |  |
|  | 5                  | San Quintín        | 1                  | San Luis | 4 | 0                |                  |                  |   |  |                           |                           |                           |  |
|  | 5                  | San Quintín        |                    |          |   |                  |                  |                  |   |  |                           |                           |                           |  |
|  | 5                  | La Paz             | 1                  |          |   |                  |                  |                  |   |  |                           |                           |                           |  |
|  | 5                  | La Paz             | 1                  |          | 4 | La Paz           | 0                |                  |   |  |                           |                           |                           |  |
|  |                    |                    |                    |          | 4 | La Paz           | 0                |                  |   |  |                           |                           |                           |  |
|  |                    |                    | 1                  | San Luis | 4 |                  |                  |                  |   |  |                           |                           |                           |  |
|  |                    |                    | 1                  | San Luis | 4 |                  |                  |                  |   |  |                           |                           |                           |  |
|  |                    |                    |                    |          |   |                  |                  |                  |   |  |                           |                           |                           |  |
|  |                    |                    |                    |          |   |                  |                  |                  |   |  |                           |                           |                           |  |
|  |                    |                    |                    |          |   |                  |                  |                  |   |  |                           |                           |                           |  |
|  |                    |                    |                    |          |   |                  |                  |                  |   |  |                           |                           |                           |  |